# Yin Fatang
Yin Fatang (en chinois 阴法唐), né en juillet 1922 à Feicheng dans le Shandong et mort le 20 juin 2025 à Pékin, est un homme politique et militaire chinois han nommé secrétaire du Parti communiste chinois (PCC) au Tibet, le poste politique le plus important de la région autonome du Tibet.
Yin adhère au parti communiste et s'engage dans l'armée en 1938.
En 1980, Hu Yaobang mène une tournée d'inspection au Tibet et il nomme Yin Fatang secrétaire Comité du PCC pour la région autonome du Tibet.
Yin Fatang meurt le 20 juin 2025 à Pékin âgé de 102 ans.